# Parker Croft
Parker Hendrick Croft III (* 13. Januar 1987 in Burlington, Vermont) ist ein amerikanischer Filmschauspieler und Drehbuchautor. Bekannt wurde er durch seine Rolle als Felix in der Serie Once Upon a Time.

## Leben
Parker Croft wurde in Burlington, im US-Bundesstaat Vermont, als Sohn von Parker Hendrick Croft Jr., einem Architekten und Maler, und Juliet McVicker, einer Jazz-Sängerin, geboren. Er wuchs im Norden von Velmont auf.
Im Alter von sieben Jahren begann er im Kindertheater mitzuspielen. Bald darauf arbeitete er zusammen mit der Vermont Stage Company.
Während seiner Schulzeit besuchte Croft viele öffentliche und private Schulen und bekam eine Zeit lang Hausunterricht. Vor seinem Abschluss an der White Mountain School erhielt er ein Stipendium an der Perry Mansfield School für Darstellende Künste, eine Sommerschule für angehende junge Schauspieler. Dies führte ihn nach New York City, wo er sein Studium an der Stella Adler Studio Schule, der William Esper Studio Schule und der Hubert Berghof Studio Schule abschloss.
Derzeit lebt er in Los Angeles.
Parker ist seit dem 5. Juni 2016 mit Elisa Croft verheiratet.

## Karriere
2008 erhielt Parker Croft seine erste Filmrolle als John im Teenie-Film Hooking Up an der Seite seiner Schauspielkollegen Corey Feldman und Bronson Pinchot. Ein Jahr später spielte er den homosexuellenfeindlichen Cooper in Wäre die Welt mein, ein Musical, welches auf Ein Sommernachtstraum von William Shakespeare basiert, und in welchem er für den Soundtrack sang.
Sein Fernsehdebüt hatte Croft in der amerikanischen Dramaserie Nip/Tuck als Jared 'Enigma' McCloud, wodurch er eine Rolle in Nuclear Family (2010) an der Seite von Ray Wise und Corin Nemec erlangte.
Neben seiner Schauspielkarriere ist er auch Drehbuchautor. 2010 schrieb er in Zusammenarbeit mit Aaron Golden und Conrad Jackson das Drehbuch zum Film Falling Overnight, in dem er auch seine erste Hauptrolle spielte. Seine Schauspielleistung und sein Drehbuch brachten ihm mehrere Auszeichnungen auf Filmfestivals ein, unter anderem auf dem Nashville Film Festival und dem Santa Cruz Film Festival.
2012 hatte er einen Gastauftritt in der zweiten Staffel von American Horror Story und übernahm 2013 die wiederkehrende Rolle des Felix in Once Upon a Time.
20. Februar 2018 erschien sein erstes Musikvideo, wo er Regie führte zu Vader the villins "Still".
Danach folgte das zweite, wo er ebenfalls Regie geführt hat, zu Vader the villins "Jekyll".
Dies ist auf seinem Instagram-Profil "Parker Croft" öffentlich bekannt geworden.

## Filmografie

### Film
- 2006 – Hooking up
- 2008 – Sky People
- 2008 – Wäre die Welt mein
- 2010 – Falling Overnight
- 2014 – North & South – Die Schlacht bei New Market[2]

### Fernsehen
- 2009 – Nip/Tuck
- 2009 – The Back Nine
- 2011 – Nuclear Family
- 2012 – 1600 Penn
- 2012 – American Horror Story: Asylum
- 2013 – Once Upon a Time

## Musik
- 2008 – Pyramus & Thisby (Filmsoundtrack Wäre die Welt mein)